# Рунци (Ровиго)
Рунци је насеље у Италији у округу Ровиго, региону Венето.
Према процени из 2011. у насељу је живело 205 становника. Насеље се налази на надморској висини од 6 м.